# Grammatica portoghese
In questa pagina si presentano i tratti fondamentali della grammatica portoghese presentando in particolare la varietà brasiliana.
Dopo la presentazione rapida della grammatica, sono elencati i verbi principali della lingua portoghese, alcuni vocaboli (+articolo, genere e numero) principali in base ad alcuni criteri semantici, i convenevoli e le tavole di verbi coniugati dopo un preambolo formato da quelli fondamentali (e.g. essere e avere) isolati dagli altri. Sono inseriti tutti i tempi principali (eccetto l'imperativo) ma non è presente tutto il sistema verbale completo. Nella parte di grammatica è già presente il sistema numerale e qualche avverbio e espressione temporale. In un articolo a sé, è presente un glossario dei falsi amici in portoghese, affiancabile ai vocaboli fondamentali. I verbi portoghesi sono in un articolo a parte.

## Articoli e genere

### Articolo determinativo e indeterminativo
- In portoghese, l'articolo determinativo maschile è o, plurale os (attenzione alle loro pronunce: sono come "u, us" in portoghese brasiliano), mentre l'articolo determinativo femminile è a, plurale as. Si noti la somiglianza con gli articoli spagnoli "los, la, las", da cui si intuisce una caduta di /l/ in portoghese.
- L'articolo indeterminativo maschile è um, femminile uma. Il loro plurale dà un senso di vaghezza e indeterminazione e si può pensare e tradurre come "degli, dei, alcuni, certi, qualche...": uns e umas. Si noti la somiglianza con gli spagnoli "un, una, unos, unas".

I nomi concordano con l'articolo in genere e numero, come anche gli aggettivi, esattamente come in italiano, e.g. os meninos brasileiros (i ragazzi brasiliani), as novas mesas (i tavoli nuovi).
- L’articolo determinativo si usa con nomi determinati ma anche davanti ai titoli tranne quando sono usati come vocativi (e.g. o Senhor/Sr. Rodrigues, a Senhora/S.ra Souza) e davanti ai nomi propri di persona, come nell’italiano colloquiale (e.g. o João, a Sariana). Si usa pure davanti ai nomi di continenti e stati, come in italiano (e.g. a Europa, a Italia, o Brasil) eccetto per gli stati non latinoamericani in cui si parla portoghese: Portugal, Angola, Moçambique, Cabo Verde. Si usa pure nei nomi dei giorni della settimana, come in italiano colloquiale e spagnolo (e.g. il lunedì) e si può usare prima dell’aggettivo possessivo, contrariamente all’inglese, francese e spagnolo (e.g. o meu livro), ma non è obbligatorio. Non si usa davanti ai nomi di città (si può trovare davanti a “Rio de Janeiro”) e nell’oggetto diretto dopo i verbi estudar, falar e tocar (studiare, parlare < fabulare e suonare). Delle tre occorrenze, la terza non corrisponde all’italiano (e.g. suono la chitarra). Non si usa nemmeno quando si indica il proprio lavoro in modo generico (e.g. mio zio è professore)
- L’articolo indeterminativo si usa non solo per vaghezza o per dire “alcuni/e” (che comunque ha in portoghese un vocabolo a sé, “alguns, algumas”). Anche “certi/e”, per dare lo stesso senso, ha un vocabolo a sé: “certos/as”. L’articolo indeterminativo si usa pure davanti a nomi di persona per indicare che sono persone conosciute solo di nome, cioè superficialmente (e.g. un tale/certo Signor Pedro dos Santos).

### Genere maschile e femminile (+articolo), parole di genere invariabile e mutazione da genere maschile a femminile; accordo tra genere e numero
- In portoghese, le parole maschili prendono articoli maschili (o, os, um, uns) e finiscono solitamente in -o, -or/ar, -el (attenzione alla pronuncia in portoghese brasiliano: è come dire "eu"), -z.
- Sono anche maschili i nomi di oceani, mari e laghi (come in italiano).
- Le professioni svolte da uomini sono al maschile.
- I nomi di animali di base sono al maschile.
- I nomi di vini e di marche automobilistiche sono a priori al maschile (diversamente dall'italiano, e.g. o Ferrari).
- Tutte le stagioni tranne la primavera sono al maschile (a Primavera, o Verão, o Outono, o Inverno).
- I nomi che finiscono in -a ma che sono grecismi sono tutti maschili a priori (e.g. o mapa, o clima, o cinema; il primo dei tre è diverso dall'italiano. Molti altri grecismi sono maschili senza -a e lo sono pure in italiano, e.g. o teatro. Attenzione alla pronuncia di "te" se si parla in portoghese brasiliano).
- Quelli in -e sono maschili o invariabili ma solo se riferiti a entità concrete, e.g. o leite (il latte). Attenzione alla pronuncia di -e (è come "i" in questo contesto).
- Quelli in -ão sono maschili se riferiti a entità concrete, e.g. o limão (il limone).

Quanto invece al femminile:
- Le parole femminili prendono articoli femminili (a, as, uma, umas) e finiscono solitamente in -a (ma non sono grecismi; alcune, come spiegato poco più avanti, sono invariabili), -ã, -ão (in italiano, queste parole finiscono in -ione, e.g. l'azione, la Costituzione, l'attenzione... e sono tutti nomi astratti femminili), -ade (in italiano, sono parole che finiscono in -ità: l'università, la società, l'immensità...), -ice (e.g. "la vecchiaia", a velhice)
- I nomi in -gem (attenzione: la "m" in questo contesto muta in una vocale) sono femminili. L'ultima categoria in italiano di solito ha il maschile (e.g. a viagem, "il viaggio").
- I nomi che finiscono in -e sono femminili se nomi astratti (e.g. a morte), diversamente da quelli concreti, e.g. o leite.
- In nomi di discipline scientifiche/accademiche/universitarie sono femminili, come in italiano (e.g. a Medicina).
- Anche i nomi dei giorni della settimana escluso il week-end sono al femminile, siccome si formano con la parola "feira" ("mercato", letteralmente "(la) fiera", femminile come in italiano; il sabato e la domenica sono maschili: o sábado, o domingo).

Alcune parole sono invariabili in genere, ma quest'ultimo si disambigua con l'articolo, come in italiano, e.g. "cliente" (cliente) > o cliente, a cliente. Tipicamente, le parole in -e riferite a entità concrete, se non sono maschili, allora sono invariabili; a volte, le parole invariabili hanno terminazioni diverse ma i casi sono analoghi all'italiano; anche delle parole in -a, se non sono femminili, allora sono invariabili (e.g. cliente, presidente, governante, concorrente, intérprete, emigrante, jovem "giovane", artista, colega, dentista, turista, jornalista, ciclista, guia).
In più, tutte le professioni svolte da donne possono prendere la terminazione femminile: in tal caso, si parla di mutazione di genere, che solitamente nelle varie lingue avviene in presenza di nomi di professione e di animale. Per la precisione, a parte il mutamento scontato dell'articolo (o, os, um, uns > a, as, uma, umas) e alcune parole che mutano fin dalla radice nel passaggio di genere e che si imparano a memoria (come in italiano, e.g. il padre > la madre ovvero o pai > a mãe, diversamente da il professore > la professoressa), si tratta di effettuare un'aggiunta o un cambio morfologico in fondo alla radice.
- I nomi maschili che finiscono in consonante subiscono un'aggiunta di -a (singolare). Laddove sono parole maschili che indicano nazionalità (finiscono tipicamente in -ês, come anche se usati come aggettivi), e.g. il portoghese (o português; se aggettivo, resta in minuscola: o profesor português. Se ci si riferisce alla lingua, non varia, altrimenti si può specificare "a lingua portuguesa"), nella mutazione in femminile in più il circonflesso sulla "e" sparisce: a Portuguesa, a profesora portuguesa.
- Se al maschile finiscono già in -o /u/, quest'ultima viene fatta mutare in -a.
- Se i maschili finiscono in -eu, diventano -eia (sarebbe totalmente regolare se non fosse per la semplice aggiunta della "i"), e.g. europeu > europeia.
- In qualche caso analogo all'italiano, le parole maschili in -or mutano in -iz (o actor > a actriz).
- Se i nomi maschili finiscono in -ão, al femminile diventano -ã, -oa, -ona e di solito si impara la mutazione a memoria. Altri casi rari e/o particolari di mutazione si imparano a memoria, e.g. o herói > a heroina, o consul > a consulesa, o poeta > a poetisa, o barão > a baronesa.
- Per i nomi di animali, di base sono al maschile. Ma, se si conosce il sesso dell'animale e/o si vuole specificare, alcuni nomi seguono queste mutazioni (e.g. o gato > a gata), altri hanno due diversi vocaboli/due diverse radici lessicali in base al genere (e.g. o galo > a galinha), mentre altri sono invariabili ma si possono specificare con l'aggiunta di "maschio/femmina" (e.g. o antílope macho/fêmea, a foca macho/fêmea; oppure macho/fêmea do antílope, macho/fêmea da foca). Pertanto, il portoghese segue l'italiano. Due nomi invariabili di animale hanno il sesso invertito rispetto all'italiano: o tigre, a cobra.

Alcuni aggettivi in -a, -e, -r, -l e -z sono invariabili in genere, e.g. pessimista, forte, volgar, fácil, veloz. Gran parte degli aggettivi invariabili corrisponde all’italiano. Due aggettivi sono irregolari in genere: bom, bons > boa, boas (buono); mau, maus > má, más (malvagio/cattivo).
Se un aggettivo è riferito a entità di entrambi i generi, siccome almeno un’entità è maschile, si è soliti mettere l’aggettivo al maschile (a meno che, a causa della prossimità dell’entità femminile all’aggettivo, si mette l’aggettivo al femminile). Lo stesso avviene in italiano, e.g. “gli uomini e le donne britannici/britanniche”: la prima è la più corretta ma, in base al principio di prossimità, spesso si sente la seconda, che viene altrettanto naturale. L’esempio in portoghese, seguendo la regola corretta, è “as mulheres e os homens britânicos”. Se un aggettivo si riferisce a due entità, di cui una singolare e l’altra plurale, va per logica a priori al plurale, e.g. i cani e il gatto randagi > os cães e o gato vadios.
L’aggettivo si mette dopo il nome, tranne se è un superlativo (si può fare un’inversione enfatica: il castigo peggiore > il peggior castigo, ovvero “o pior castigo”) se è succeduto da un altro aggettivo, e.g. una grande scuola professionale.

## Numero

### Numero singolare e plurale (+articolo), nomi non contabili e trattamento delle parole composte
- In portoghese, come nelle altre lingue romanze, con la morfologia vengono rimarcati due numeri: singolare e plurale, che si accordano con il genere a priori. Il numero, come per il genere, riguarda gli articoli, nomi e aggettivi. Negli articoli, come già illustrato, è maschile o > os, um > uns; al femminile è a > as, uma > umas.

Quanto ai nomi e aggettivi:
- Vocale (e.g. -o, -a, -e) > -s
- -em (nasale) > -ens
- vocabolo terminante in consonante > -es (in più, nei nomi e aggettivi di nazionalità con l’accento circonflesso, al plurale quest’ultimo sparisce, e.g. o inglês > os ingleses)
- -ão (italiano -ione) > -ões (in qualche caso che segue un pattern parziale, > -ães e -ãos. Nel primo dei due, ci sono due vocaboli in -ane poco riconoscibili se visti al singolare: pane e cane, o pão > os pães e o cão > os cães. Nel secondo, vi sono due vocaboli ben riconoscibili in -ano: mano e fratello/”germano”, a mão > as mãos e o irmão > os irmãos. Si paragoni “irmão(s)” alla traduzione in spagnolo “hermano(s)”)
- -al/el/il accentato/ol/ul (attenzione alla pronuncia in portoghese brasiliano) > -ais/eis/is/ois/uis (in -il accentato, per assurdo sarebbe *-iis, ma in grafia subisce una contrazione o semplificazione; in tutti i casi, si può notare una caduta di /l/, e.g. -al > *-alis). Invece, con -il non accentato > -eis. Le due irregolarità da imparare a memoria sono o consul > os consules e o mal > os males. Attenzione in portoghese brasiliano a non confondere la grafia e la pronuncia del singolare: la parola o chapéu (il cappello) ha la pronuncia e grafia identica e il plurale è > os chapéus.
- Qualche nome si usa in un solo numero, siccome usarlo nell’altro numero ha poco o nessun senso, e.g. os óculos (gli occhiali > *l’occhiale), o leite (il latte > *i latti; due tipi di latte, due litri di latte, due cartoni/buste di latte > dois tipos de leite, dois litros de leite, duas caixas de leite). Questi ultimi nomi, che si usano in questo modo anche in italiano e in inglese (con poche discrepanze) sono i nomi non contabili: si quantificano solo con delle unità di misura e il singolare indica il loro concetto non quantificato (il plurale è insensato). Non vanno confusi con i nomi collettivi, che si possono pensare come delle unità di misura che quantificano un gruppo, e.g. due greggi di arieti, due gruppi di investitori, due branchi di lupi, due squadre di calciatori/poliziotti, due sciami di api, due gang di criminali, una folla/moltitudine di persone…
- In portoghese, le parole composte possono avere dei trattini/hyphen in mezzo, e.g. cor-de-rosa (“rosa” inteso come colore; la grafia si impara a memoria) e, quando i termini vengono affiancati, non perdono nessun suono (giustapposizione) o ne perdono uno o più nel punto in cui si uniscono, e.g. água + ardente = aguardente (l’accentazione ha ovviamente cambiato posizione) “brandy” (agglutinazione). Come in italiano e inglese, una parola composta al plurale ha il suffisso del plurale solo e interamente in fondo, e.g. o afro-americano > os afro-americanos eccetto in tutti i vocaboli formati da due nomi uniti per giustapposizione (con trattino) che non sono vocaboli indicanti una nazionalità mista, e.g. o couve-flor > os couves-flores (cavolfiori, letteralmente “i cavoli-fiori”).

### Diminutivi/vezzeggiativi e aumentativi
*In portoghese, il diminutivo (che può essere inteso in senso letterale, per indicare pietà o come vezzeggiativo per indicare gradimento, un po’ di scherno o intimità) si forma aggiungendo al nome -zinho/a(s), -zito/a(s), -ita/o(s), -inho/a(s) (la vocale finale e la -s eventuale dipendono dal genere e numero). Le ultime due si usano pure se la parola finisce in vocale, che viene interamente sostituita dal suffisso in questione (a festa > a festinha), mentre si attaccano direttamente ai nomi che finiscono in consonante. Le altre, siccome iniziano in “z” e non in vocale, si attaccano direttamente al nome a prescindere da come termini, anche nelle parole che finiscono in -l (in portoghese brasiliano, si sente -/u/, il che può rendere confusionario questo caso preciso). Se la vocale a fine parola ha un segno grafico in cima, si toglie, e.g. o pé > o pezinho (il piede > il piedino), o chinês > o chinesinho (il cinese > il cinesino). L’unico cambiamento di consonante avviene con -m nasale, che muta in -n (ma la pronuncia non subisce mutazioni).
- L’aumentativo, che può avere un significato letterale, positivo/di magnificenza, vezzeggiativo o dispregiativo in base al contesto (inclusa la comunicazione non verbale), si ottiene al maschile con -ão e al femminile con -ona, che si sostituiscono alla vocale finale.
- Nelle parole composte, come in italiano e inglese, anche il diminutivo e aumentativo si inserisce solo in fondo.

## I gradi dell'aggettivo (comparativi e superlativi)

### Comparativo di maggioranza, uguguaglianza e minoranza; superlativo relativo e assoluto
- Il comparativo di maggioranza, dati due termini di paragone X e Y, è X (ainda/muito/bem) mais <aggettivo> do que Y.
- Il comparativo di uguaglianza è X tão <aggettivo> como/quanto Y.
- Il comparativo di minoranza è X menos <aggettivo> que Y.

Si paragonano due nomi o due aggettivi (e.g. Marco è più alto di Luca; Marco è più bello che intelligente). Nel secondo caso, il comparativo di maggioranza non ha “do”, come in italiano. “Ainda/muito/bem” (assai, molto, ben <più>) sono usati per aggiungere enfasi. Dopo i quattro superlativi anterior, posterior, inferior, superior e exterior, si usa la preposizione “a” (preposizione articolata se succeduta da articolo: ao, aos, à, às; a um/uns/uma/umas).
- Alcuni comparativi di maggioranza irregolari non hanno l’intera struttura mostrata prima ma, come in italiano e in inglese, si riducono a una sola parola:

bom > melhor [do que...] (superlativo assoluto "óptimo")
mau > pior (superlativo assoluto "péssimo")
grande > maior (superlativo assoluto "máximo")
pequeno > menorBrasile/mais pequeno (superlativo assoluto "mínimo")
muito > mais > muitíssimo
pouco > menos > pouquíssimo
- Il superlativo relativo di maggioranza e minoranza si forma con <articolo o/os/a/as> mais/menos <aggettivo> de/que.
- Il superlativo assoluto al maschile e femminile (+plurale) si forma mettendo dopo la radice dell’aggettivo il suffisso -íssimo(s)/íssima(s). La radice subisce semplicemente quest’aggiunta, a meno che l’aggettivo finisce interamente in -vel (sono invariabili in genere e, in italiano, finiscono in -bile/vole): in tal caso, si forma sostituendo -vel con -bilíssimo(s)/bilíssima(s), e.g. horrível > horribilíssimo. In più, gli aggettivi in -m mutano questo suono nasale in “n”: comum > comuníssimo. Quelli in -ão recuperano la “n” accennata dalla nasalizzazione e dal tildo, siccome terminano in -níssimo(s)/níssima(s): são > saníssimo. Infine, quelli che finiscono in -z subiscono una mutazione ortografica in “c”, mutazione che non avviene se si forma semplicemente il plurale: feliz > felicíssimo.

Infine, alcuni superlativi assoluti sono irregolari perché, nella forma superlativa, appaiono simili alla forma latina originale e dunque conservativi:
amigo > amicíssimo (amichevole)
antigo > antiquíssimo (antico)
simples > simplicíssimo (semplice)
geral > generalíssimo (generale)
amargo > amaríssimo (amaro)
doce > dulcíssimo (dolce)
frio > frigidíssimo (freddo)
nobre > nobilíssimo (nobile)
sábio > sapientíssimo (saggio; sapiente)
difícil > dificílimo (difficile)
fácil > facílimo (facile)
pobre > paupérrimo (povero)
célebre > celebérrimo (famoso)

### Aggettivi e pronomi possessivi e dimostrativi
Gli aggettivi si affiancano al nome, possono prendere l’articolo determinativo (come in italiano ma non in spagnolo e francese) e, come tutti gli aggettivi, concordano in genere e numero. Il genere si lega al genere dell’oggetto e non del possessore, come in altre lingue romanze e contrariamente all’inglese (e.g. un maschio che dice “la mia macchina”). Non si usano se il possesso è molto scontato (e.g. con parti del corpo e capi di abbigliamento, contrariamente all’inglese e arabo, ma si usano comunque con i membri della famiglia) Al maschile e femminile (+plurale) sono:
| Maschili              | Femminili             | Traduzione                     |
| --------------------- | --------------------- | ------------------------------ |
| meu(s)                | minha(s)              | mio, miei; mia, mie            |
| teu(s)                | tua(s)                | tuo, tuoi; tua, tue            |
| seu(s)                | sua(s)                | suo, suoi; sua, sue            |
| nosso(s)              | nossa(s)              | nostro, nostri; nostra, nostre |
| vosso(s)              | vossa(s)              | vostro, vostra; vostri, vostre |
| seu(s) oppure dele(s) | sua(s) oppure dela(s) | loro; di lui/essi, di lei/esse |

Siccome le terze persone sono confondibili, la dicitura per esteso può essere impiegata per togliere le ambiguità.
I pronomi sostituiscono completamente il nome (e.g. il tuo libro VS il tuo), prendono l’articolo determinativo e sono identici agli aggettivi. Vale anche qui il rimpiazzamento al plurale con la dicitura per esteso.
In portoghese, spagnolo e giapponese, ne esistono tre di base, come nel dialetto fiorentino: equivalgono a “questo, codesto, quello” e si accordano in genere e numero. La deissi prossimale, che indica vicinanza, si divide dunque in due: il primo indica un oggetto/persona/animale vicino al parlante, mentre il secondo indica lo stesso ma vicino all’interlocutore. Il terzo è la deissi distale, usata per indicare lo stesso ma lontano da entrambi. In portoghese, sono:
| Maschili  | Femminili | Traduzione                     |
| --------- | --------- | ------------------------------ |
| este(s)   | esta(s)   | Questo, questi; questa, queste |
| esso(s)   | essa(s)   | Codesto, codesti; codesta,     |
| aquele(s) | aquela(s) | Quello, quelli; quella, quelle |

A questo si aggiungono quelli neutri, per indicare un generico oggetto non identificato (o un concetto astratto, con il secondo dei tre). Sono invariabili e sono "isto, isso, aquilo".

## I pronomi

### Pronomi e aggettivi indefiniti e simili espressioni
Algo (qualcosa) > (qualche/alcuni <ogg.>: algum/alguns/alguma(s) <ogg.>)
Tudo (tutto) > (tutto il, tutti i, tutta la, tutte le: todo(s) o(s)…, toda(s) a(s)…)
Nada (nulla)
Alguém (qualcuno)
Ninguém (nessuno) > (nessun(o)/a...: nenhum(a)...)
Un pouco de (un po’ di) [meno...: menos… (è invariabile)]
Muito(s)/a(s) (molto/i/a/e).
vários/as (vari/svariati)
Cada (ciascuno)
em nenhuma parte, em parte alguma (da nessuna parte)

### Numeri cardinali, ordinali e multipli; miscellanee

#### Da zero a venti inclusi
0 zero
1 um/uma (corrisponde come grafia e pronuncia all’articolo indeterminativo) > primeiro/a
2 dois/duas > segundo/a > duplo/a, dobro
3 três > terceiro/a > triplo/a
4 quatro > quarto/a > quádruplo/a
5 cinco > quinto/a > quíntuplo/a
6 seis > sexto/a > sextuplo/a
7 sete > sétimo/a > [septuplo/a], sete avos (sette volte)
8 oito > oitavo/a > [octuplo/a], oito avos
9 nove > nono/a > [nonuplo/a], nove avos
10 dez > décimo/a > décuplo/a, dez avos
11 onze > décimo/a primeiro/a > onze avos
12 doze > décimo/a segundo/a > doze avos
13 treze > décimo/a terceiro/a > treze avos
14 catorze > décimo/a quarto/a > ecc.
15 quinze > décimo/a quinto/a
16 dezesseis > décimo/a sexto/a
17 dezessete > décimo/a sétimo/a
18 dezoito > décimo/a oitavo/a
19 dezanove > décimo/a nono/a
20 vinte > vigésimo/a

#### Da ventuno a cento inclusi: le decine
21 vinte e um/uma > vigésimo/a primeiro/a
22 vinte e dois/duas > vigésimo/a segundo/a
23 vinte e três > vigésimo/a terceiro/a
24 vinte e quatro > vigésimo quarto
25 vinte e cinco > vigésimo quinto
26 vinte e seis > vigésimo sexto
27 vinte e sete > vigésimo sétimo
28 vinte e oito > vigésimo oitavo
29 vinte e nove > vigésimo nono
30 trinta > trigésimo/a
31 trinta e um/uma
40 quarenta > quadragésimo/a
41 quarenta e um/uma
50 cinquenta > quinquagésimo/a
51 cinquenta e um/uma
60 sessenta > sexagésimo/a
61 sessenta e um/uma
70 setenta > septuagésimo/a
71 setenta e um/uma
80 oitenta > octogésimo/a
81 oitenta e um/uma
90 noventa > nonagésimo/a
91 noventa e um/uma
100 cem > centésimo/a > cêntuplo/a

#### Le centinaia
101 cento e um/uma > centésimo/a primeiro/a
110 cento e dez
111 cento e onze
120 cento e vinte
121 cento e vinte-um
200 duzentos/as > ducentésimo/a
250 duzentos e cinquenta
300 trezentos/as > tricentésimo/a
400 quatrocentos/as > quadringentésimo/a
500 quinhentos/as > quingentésimo/a
600 seiscentos/as > sexcentésimo/a
700 setecentos/as > septingentésimo/a
800 oitocentos/as > octingentésimo/a
900 novecentos/as > nongentésimo/a

#### Le migliaia
1.000 mil > milésimo/a
2.000 dois mil
3.000 três mil
4.000 quatro mil
5.000 cinco mil
6.000 seis mil
7.000 sete mil
8.000 oito mil
9.000 nove mil

#### Le decine di migliaia
10.000 dez mil
11.000 onze mil
20.000 vinte mil
25.000 vinte e cinco mil
30.000 trinta mil
40.000 quarenta mil
50.000 cinquenta mil
60.000 sessenta mil
70.000 setenta mil
80.000 oitenta mil
90.000 noventa mil

#### Le centinaia di migliaia
100.000 cem mil
200.000 duzentos mil
250.000 duzentos e cinquenta mil
255.000 duzentos e cinquenta e cinco mil
300.000 trezentos mil
400.000 quatrocentos mil
500.000 quinhentos mil
600.000 seiscentos mil
700.000 setecentos mil
800.000 oitocentos mil
900.000 novecentos mil

#### I milioni
1.000.000 um milhão > milionésimo/a
1.500.000 um milhão e quinhentos mil
2.000.000 dois milhões
2.500.000 dois milhões e duzentos mil
3.000.000 três milhões
4.000.000 quatro milhões
5.000.000 cinco milhões
6.000.000 seis milhões
7.000.000 sete milhões
8.000.000 oito milhões
9.000.000 nove milhões

#### I miliardi
1.000.000.000 um bilhão/bilião > bilionésimo/a
1.500.000.000 um bilhão e quinhentos milhões
2.000.000.000 dois bilhões
2.500.000.000 dois bilhões e quinhentos milhões
3.000.000.000 três bilhões
4.000.000.000 quatro bilhões
5.000.000.000 cinco bilhões
6.000.000.000 seis bilhões
7.000.000.000 sete bilhões
8.000.000.000 oito bilhões
9.000.000.000 nove bilhões

#### Esempio sui trilioni
1.000.000.000.000 um trilhão > trilionésimo
1.500.000.000.000 um trilhão e quinhentos bilhões
2.000.000.000.000 dois trilhões
2.500.000.000.000 dois trilhões e quinhentos bilhões

#### Miscellanee
- I numerali collettivi più diffusi e fondamentali, cioè “un paio di, una mezza dozzina di, una decina di, una dozzina di, un centinaio di, un migliaio di”, che comunque si possono usare anche in isolamento, sono “um par de, uma meia dúzia de, uma dezena de, uma dúzia de, uma centena/cento de, um milhar de”.
- Quanto ai numeri più nel dettaglio, i decimali si separano con la virgola come in italiano (ma non in inglese), mentre dal migliaio in su si usa il punto per dividere le cifre, e.g. 2,5 kg; 12.500$ (in italiano, il punto si può non scrivere se il numero non supera le migliaia).
- I numeri con la virgola, per esempio "2,5" e "2,05" si leggono "dois vírgula cinco" e "dois vírgula zero cinco" e si possono approssimare con espressioni come "mais ou menos, aproximadamente".
- La percentuale, e.g. "il 2,025% del capitale azionario", si legge come "dois vírgula zero vinte e cinco por cento do capital social".
- I numeri romani si usano in portoghese per indicare i secoli e l’ordine dei sovrani aventi lo stesso nome (non si usa il cerchio vuoto in alto al numero) e si leggono come ordinali, come nell'italiano "Carlo Primo, Elisabetta Prima, il secolo Decimonono/Diciannovesimo".
- Le valute, come in italiano, semplicemente si affiancano alla cifra, e.g. "cento dollari statunitensi/dollari canadesi/euro/yuan/rubli/rupie/yen/won e diciotto centesimi": cem dólares americanos/dólares canadenses/euros/yuans/rublos/rúpias/ienes/wons e dezoito centavos.
- I gradi Celsius e Farenheit invece si indicano con il cerchio vuoto in alto. Quanto alla loro lettura e combinazioni, a partire da esempi concreti:

diciotto gradi Celsius, diciotto gradi Fahrenheit, diciotto gradi sopra lo zero, diciotto gradi sottozero, zero gradi:
dezoito graus Celsius, dezoito graus Fahrenheit, dezoito graus acima de zero, dezoito graus abaixo de zero, zero graus.
- Per l'orario, che si può pensare come accorpato alle espressioni di tempo, i costrutti principali illustrati attraverso esempi concreti sono:

sono le sei del mattino, è l'una del pomeriggio, sono le sette di sera, è l'una di notte, sono le due di notte, sono le tre di notte:
são seis da manhã, é uma da tarde, são sete da noite, é uma da manhã, são duas da manhã, são três da manhã;
sono le quattro del mattino, sono le cinque del mattino, sono le sette del mattino, sono le otto del mattino, sono le nove del mattino, sono le dieci del mattino, sono le undici di mattina:
são quatro da manhã, são cinco da manhã, são sete da manhã, são oito da manhã, são nove da manhã, são dez da manhã, são onze da manhã;
è mezzogiorno, è l'una in punto/spaccata, è l'una e un quarto, è l'una e mezza, è l'una e tre quarti, manca un quarto alle due, è l'una e cinque minuti, è l'una meno cinque minuti:
é meio-dia, é uma hora em ponto, é uma e quinze, é uma e meia, está lá - uma e quinze, são um quarto para as duas, são uma e cinco para uma, são cinco para uma.
- Per dire "mezzo/metà di..." e "1/2", si usa la parola "meio; metade" (la seconda si usa se l'entità di cui si indica metà è formata da più elementi), e.g. "mezzo chilo(grammo) di pane, mezza cassetta di ananas": meio quilo(grama) de pão, meio engradado de abacaxi; "metà degli studenti, metà delle ragazze brasiliane":  metade dos alunos, metade das brasileiras.
- Quanto invece alle operazioni matematiche molto basilari illustrate tramite esempi concreti e meccanici:

tre più tre è uguale a sei: três mais três é igual a seis
tre meno tre è uguale a zero: três menos três é igual a zero
tre meno quattro è uguale a meno uno: três menos quatro é igual a menos um
tre per tre è uguale a nove: três vezes três é igual a nove
sei diviso tre è uguale a due: seis dividido por três é igual a dois
sette diviso tre è uguale a due con il resto pari a uno: sete dividido por três é igual a dois com o resto igual a um
tre alla seconda è uguale a nove: três à segunda é igual a nove
tre alla terza è uguale a ventisette: três à terceira é igual a vinte e sete
tre alla quarta è uguale a ottantuno: três à quarta é igual a oitenta e um
due alla quinta è uguale a trentadue: dois ao quinto é igual a trinta e dois
due alla sesta è uguala a sessantaquattro: dois ao sexto é igual a sessenta e quatro
due elevato alla settima: dois elevados ao sétimo
due elevato all'ottava: dois elevados à oitava
due elevato alla nona: dois elevados à nona
due elevato alla decima: dois elevados à décima
due elevato all'undicesima: dois elevados ao décimo primeiro
la radice quadrata di venticinque è uguale a cinque: a raiz quadrada de vinte e cinco é igual a cinco
la radice cubica di ventisette è uguale a tre: a raiz cúbica de vinte e sete é igual a três
il cinquanta percento di sessanta è uguale a trenta: cinquenta por cento de sessenta é igual a trinta
il sessanta percento di cinquantà è sempre uguale a trenta: sessenta por cento de cinquenta é sempre igual a trinta
zero diviso zero è uguale a infinito/è indeterminato: zero dividido por zero é igual a infinito / é indeterminado
zero diviso un numero è impossibile: zero dividido por um número é impossível
il pi greco è pari a tre virgola centoquarantuno: pi é igual a três vírgula cento e quarenta e um
quattro x alla seconda uguale tre y alla terza diviso due y alla meno tre:
quatro x elevado ao segundo é igual a três y elevado ao terceiro dividido por dois y elevado ao menos três.
- Infine, riguardo ai vocaboli per parlare di frazioni (eccetto "1/2" già spiegato):

un terzo, due terzi, un quarto, due quarti, un quinto, due quinti, un sesto, due sesti, un settimo, due settimi, un ottavo, due ottavi, un nono, due noni, un decimo, due decimi:
um terço, dois terços, um quarto, dois quartos, um quinto, dois quintos, um sexto, dois sextos, um sétimo, dois sétimos, um oitavo, dois oitavos, um nono, dois nonos, um décimo, dois décimos.
un undicesimo, due dodicesimi, un tredicesimo, un quattordicesimo, un quindicesimo, un sedicesimo, un diciassettesimo, un diciottesimo, un diciannovesimo, un ventesimo:
um décimo primeiro, dois duodécimos, um décimo terceiro, um décimo quarto, um décimo quinto, um décimo sexto, um décimo sétimo, um décimo oitavo, um décimo nono, um vigésimo.
un ventunesimo, un ventiduesimo, un ventitreesimo, un trentesimo, un quarantesimo, un cinquantesimo, un sessantesimo, un settantesimo, un ottantesimo, un novantesimo:
um vinte e um, um vinte e dois, um vinte e três, um trigésimo, um quadragésimo, um quinquagésimo, um sexagésimo, um septuagésimo, um oitenta, um noventa.
un centesimo, due centesimi, un millesimo, due millesimi, un milionesimo, due milionesimi, un miliardesimo, due miliardesimi:
um centavo, dois centavos, um milésimo, dois milésimos, um milionésimo, dois milionésimos, um bilionésimo, dois bilionésimos.

### Pronomi personali soggetto, oggetto, indiretti, riflessivi
Anche se il portoghese è una lingua pro-drop come l’italiano e lo spagnolo (cioè una lingua in cui degli elementi, tipicamente i pronomi personali soggetto, si possono togliere siccome i verbi si coniugano per ogni persona), conoscere questi ultimi è importante per coniugare i verbi. In più, l’utilizzo anche se scontato serve a dare enfasi al soggetto. La seconda persona singolare è suddivisa in due possibilità: la prima è la variante europea/lusitana e dei parlanti colti che vogliono parlare questa varietà, mentre la seconda è lo standard in portoghese brasiliano.
| Pronome    | Traduzione        | Commento                                                                         |
| ---------- | ----------------- | -------------------------------------------------------------------------------- |
| Eu         | io                | -                                                                                |
| Você/Tu    | tu                | Il primo, contrazione di Vossa Mercê ("Vostra Mercé/Grazia"), è usato in Brasile |
| Ele; Ela   | lui; lei          | -                                                                                |
| Nós        | noi               | -                                                                                |
| Vocês/Vós  | voi               | Il primo è lo standard per tutti, il secondo è quasi in disuso                   |
| Eles; Elas | essi; esse (loro) | -                                                                                |

Per dare del Lei a uno o più individui, si usa come in italiano la terza persona e, invece che il pronome personale, per suonare veramente formali, si usano le espressioni “O(s) Sehnor(es)” e “A(s) Senhora(s)”. Per usare un paragone, è come dire “Vostra Onore” o “Sua Maestà”. In italiano contemporaneo, il “Lei” al plurale non esiste (“voi” infatti è generico). In spagnolo invece il “Lei” con terza persona al singolare è “Usted” (Ud.), mentre al plurale (in italiano non esiste) è “Ustedes” (Uds.).
Quelli oggetto diretti (e.g. guardarmi/guardare me, guardarti/guardare te, guardarlo/a///guardare lui/lei, guardarci/guardare noi, guardarvi/guardare voi, guardarli/e///guardare essi/esse), che si mettono dopo il verbo (anche nelle domande dirette, contrariamente all’italiano, e.g. “lo hai bevuto?” > “hai bevuto lui/esso?”) e si separano con un trattino/hyphen, sono:
| Pronome | Traduzione                    |
| ------- | ----------------------------- |
| me      | -mi, ...me                    |
| te      | -ti, ...te                    |
| o; a    | -lo; -la /// ...lui, ...lei   |
| nos     | -ci, ...noi                   |
| vos     | -vi, v...oi                   |
| os; as  | -li; -le /// ...essi, ...esse |

I due casi in cui si antepongono al verbo è nelle frasi negative e nelle interrogative con pronome interrogativo come “chi, quando, cosa, come, dove, perché” (non si usa nessun trattino).
Infine, i pronomi personali oggetti indiretti (e.g. darmi, darti, dargli/darle, darci, darvi, dargli [a loro]) sono identici a quelli diretti tranne per la terza persona, che è quasi identica all’italiano e meno ambigua:
| Pronomi | Traduzione            |
| ------- | --------------------- |
| me      | -mi                   |
| te      | -ti                   |
| lhe     | -gli (a lui, a lei)   |
| nos     | -ci                   |
| vos     | -vi                   |
| lhes    | -gli (a essi, a esse) |

Sono inseriti dopo il verbo e sono separati con il trattino, ma nelle negative si mettono prima (niente trattino). In combinazione con un articolo determinativo, si può originare una contrazione come in italiano, se si pensa alla terza persona singolare e plurale come oggetto indiretto in “glielo dai?”: è composto da “a lui/a loro + il <un qualche oggetto> + dai”. In portoghese avviene una contrazione analoga seguendo un pattern regolare, che però si può estendere a tutte le persone e si può sentire in italiano in parlate dialettali alla prima persona singolare, e.g. “Me lo dai? Me lo dici? > Mo’ dai? Mo’ dici?”. Le contrazioni, rispettivamente al maschile e femminile (+ plurale) sono:
| Contrazione                                                        |
| ------------------------------------------------------------------ |
| mo(s), ma(s)                                                       |
| to(s), ta(s)                                                       |
| lho(s), lha(s)                                                     |
| no-lo(s), no-la(s)                                                 |
| vo-lo(s), vo-la(s)                                                 |
| lho(s), lha(s) (può essere ambiguo perché è identico al singolare) |

I pronomi preposizionali (non hanno a che fare con i verbi, ma sono pur sempre pronomi) sono delle forme fisse che si usano dopo le proposizioni “de, em, para, por (+agente/causa efficiente), sobre” (“com” ha delle irregolarità siccome i due membri si fondono e assomiglia molto allo spagnolo):
| Pronomi                                                                                      |
| -------------------------------------------------------------------------------------------- |
| de/em/para/por/sobre mim                                                                     |
| de/em/para/por/sobre ti                                                                      |
| de/em/para/por/sobre ele; ela (de ele/ela, em ele/ela > contrazione in dele/dela, nele/nela) |
| de/em/para/por/sobre nós                                                                     |
| de/em/para/por/sobre vocês (vós)                                                             |
| de/em/para/por/sobre eles; elas (de eles/elas > contrazione in deles/delas, neles/nelas)     |

Quanto a “com”, si fonde con il pronome nelle combinazioni: conmigo, contigo, com ele/ela, con(n)osco, convosco, com eles/elas.
I pronomi riflessivi (si usano dopo il verbo contrariamente all’italiano, e.g. io mi vesto, e sono separati dal trattino; si usano prima del verbo nelle domande e nelle negative) sono:
| Pronomi | Traduzione |
| ------- | ---------- |
| me      | mi...      |
| te      | ti...      |
| se      | si...      |
| nos     | ci...      |
| vos     | vi...      |
| se      | si...      |

Le terze persone sono identiche ma sono disambiguate dal numero del verbo e eventualmente anche dal numero del soggetto, e.g. lui si veste VS loro si vestono; l'atleta si veste VS gli atleti si vestono.

## Il sistema verbale

### Tempi e esempi di verbi coniugati
Il sistema verbale portoghese è uguale a quello dell’italiano. I verbi sono classificati, se si usa la terminazione dell’infinito (cioè la forma base reperibile nei dizionari), in quattro coniugazioni: -ar, -er, -ir, -or. La quarta contiene tutti i derivati del verbo “porre” pôr (che in origine apparteneva alla seconda declinazione: latino “ponere”) e, per impararla, è sufficiente imparare la coniugazione a sé di questo verbo. Di fatto, le prime tre sono uguali all’italiano e spagnolo. Mentre in italiano i due verbi ausiliari (per formare i tempi composti) sono “essere, avere”, in portoghese si usa solo “avere”: non c’è distinzione tra verbi inaccusativi e inergativi come in italiano e francese (e.g. io sono arrivato [> “io ho arrivato”] VS io ho mangiato; io sono andato [> “io ho andato”] VS io ho letto). A sua volta, esiste una sola forma per dire “avere”, cioè “ter” (in spagnolo, “haber” è solo ausiliare, mentre “tener” è verbo vero e proprio per indicare il possesso). “Haver” esiste in portoghese, ma significa oggi solo “c’è/ci sono” (cioè traduce “esserci”, che chiaramente esiste solo alla terza persona; per l’utilizzo e tutte le sue possibilità, vedi avanti).
Avendo a monte la conoscenza almeno dei pronomi personali soggetto, si indicano qui le varie funzioni dei tempi principali, insieme alla coniugazione dei verbi principali in portoghese e alla coniugazione di altri verbi diffusi ma non principali. I verbi principali sono “ser (essere), ter (avere), estar (stare), ir (andare; stare per), pôr (porre/mettere), querer (volere), poder (potere; saper <fare>), dever (dovere), deixar (lasciar <fare>) precisar (dovere/bisognare)”. “Estar” si usa al posto del verbo essere come copula quando si esprime un aggettivo qualificativo (e.g. io sono felice, io non sono triste), come in spagnolo. Si usa pure nelle frasi presentative: “ecco qui il tè; eccole li”. “Essere” introduce la nazionalità, il mestiere e serve anche a formare la diatesi passiva. In generale, i verbi si negano con l’avverbio di negazione “não” (in spagnolo, “no”), a meno che si usa un antonimo (e.g. permettere > proibire). Prima ancora, siccome è un verbo molto snello e meccanico, si illustra il verbo haver per dire “c’è/ci sono” in tutti i modi possibili.
- Il verbo haver (si usa solo per tradurre e esprimere “esserci” e, come in spagnolo, non cambia in numero) al presente (“c’è/ci sono”) si usa solo come “Há…”, totalmente invariabile (in spagnolo è “Hay”, anch’esso totalmente invariabile); al passato (c’era/c’erano), è “Havia…”, nuovamente invariabile. Al futuro, che si può sostituire con il presente, è “Haverá…” (ci sarà/ci saranno; oppure, al presente per suonare colloquiali o meno enfatici, e.g. “Il mese prossimo c’è una festa alla spiaggia; l’anno prossimo c’è una crisi economica”). “Può/potrebbe esserci; possono/potrebbero esserci” sono “Pode haver…”. Infine, “Ci sarebbe potuta essere, ci sarebbero potute essere” è “Poderia ter havido…”. Per cambiare verbo servile, “Deve/devono esserci; doveva/dovevano esserci” sono “Deve haver; deveria ter havido…” per esprimere una congettura o un ordine.
- Indicativo presente: descrive azioni abituali ma anche azioni in fase di svolgimento nel presente, come in francese, spagnolo e italiano: è sia un presente semplice che un presente continuato (in più, si può ulteriormente distinguere in queste tre lingue: si pensi a “estar +gerundio” in spagnolo, a “en train de +infinito” in francese e all’italiano “stare +gerundio”, e.g. sto mangiando. In inglese si fa una distinzione tra simple present e present continuous. Per sapere come si forma il presente continuato in portoghese, vedi avanti). In più, il presente si può usare per parlare del passato sia prossimo che molto remoto per rendere la narrazione più vivida: si può cioè utilizzare come presente storico, che è la sua terza funzione. Dopodiché, si usa per parlare di verità assolute (e.g. l’acqua bolle a 100°, uno più uno fa due). Come quinta funzione, si usa per indicare il futuro semplice, funzione presente pure nell’italiano e spagnolo colloquiali (e.g. domani andrò in biblioteca VS domani vado in biblioteca). Dal punto di vista ortografico, le prime tre declinazioni sono pressoché identiche allo spagnolo (solo l’ultima persona, la terza plurale, finisce in -m invece di -n); come pronuncia, sono diverse, ma deriva dalla grafia.
- [presente continuato ad hoc]: in realtà, come nelle lingue neo-romanze, pure in portoghese esistono due modi per formare in modo inequivocabile il presente continuato (lavoro VS sto lavorando/sono a lavorare/sto a lavorare <abbastanza raro e estremamente colloquiale>): nel portoghese europeo si utilizza il verbo stare + il gerundio, e.g. sto lavorando (come in italiano). In portoghese brasiliano, la costruzione è ancora più semplice siccome non serve il gerundio ma è sufficiente l’infinito: si compone con il verbo stare + a + infinito (e.g. sto a scrivere una lettera).
- Passato prossimo: equivale all’italiano, siccome indica azioni iniziate nel passato e appena concluse o ancora in corso o con gli effetti (ancora) visibili (e.g. ho studiato portoghese; ho studiato portoghese (per) due ore [e ora ho smesso/e ora sto continuando e continuerò ancora per un po’]; mi sono interessato al portoghese brasiliano; il televisore si è guastato).
- Imperfetto: si usa per azioni abituali nel passato (in inglese si utilizza in combinazione con l’espressione “to be used to”, e.g. in passato andavo ogni giorno al parco) e per stati di cose nel passato (e.g. nel Settecento non esisteva l’automobile), che si possono anche sovrapporre (cioè essere contemporanee, e.g. mentre cucinava, parlava al telefono) o che sono consequenziali (e.g. mentre andavo al parco, ho incontrato/incontrai un mio amico). Si usa pure nella parlata colloquiale al posto del condizionale (e.g. se lo sapevo, venivo anche io). Per le azioni in fase di svolgimento nel passato, come in italiano e spagnolo, si è soliti infine usare il verbo stare + il gerundio, e.g. stavo lavorando. Quindi, si forma quello che si può immaginare come il passato continuato (ricalcando l'espressione "Past Continuous", e.g. I was talking) Infine, come in italiano, si usa pure per esprimere una richiesta con molto tatto, e.g. volevo sapere dove è il bagno. In sintesi, anche l’uso dell’imperfetto (dopo il presente indicativo e il passato prossimo) è totalmente analogo all’italiano.
- Passato remoto/Preterito: indica azioni (non abituali) totalmente concluse nel passato (ma in italiano, nella parlata colloquiale converge con il passato remoto, e.g. ieri ho guardato/guardai un film; in inglese, per esempio, c’è distinzione netta tra il present perfect e il simple past. Anche il portoghese è più fiscale nella distinzione) e si usa anche nelle azioni nel passato che ne interrompono una in corso, come nell’esempio sopracitato “Mentre andavo al parco, incontrai un mio amico”.
- Futuro semplice: si usa per indicare un’azione che avverrà nel futuro. Il tempo si può sostituire, nel linguaggio corrente, con il presente come in italiano. Oppure, come avviene per il futuro programmato in inglese, si usa il verbo andare “ir <al presente> + <verbo principale all’infinito>”, e.g. domani telefono a lui > domani vado (a) telefonare a lui [tomorrow I’m going to phone him]. Come secondo utilizzo, il futuro semplice si usa con il verbo essere per esprimere congetture sul presente immediato, cioè per formare il futuro epistemico (e.g. a quest’ora si sarà già addormentato). In portoghese, il futuro epistemico di solito si crea con “ser” alla terza persona singolare del futuro semplice seguito da “que” o da un nome comune o proprio: “será que… <frase>/o gato”  (e.g. “Fernando è stanco: sarà che ha lavorato troppo”, “Sento dei rumori. Sarà il gatto.”)
- Trapassato prossimo: equivale al Past Perfect in inglese e indica un’azione anteriore a un’altra nel passato, e.g. "Quando lei arrivò, io ero (già) andato via [VS quando lei è arrivata, io sono andato via perché a vederla mi viene antipatia]; prima che la neve coprisse la legnaia, avevo messo da parte una cassetta di legna". La seconda frase è introdotta dal pluperfect. Di fatto, come in italiano (e contrariamente all’inglese), si preferisce il passato remoto al pluperfect, e.g. quando lei era arrivata, io ero andato via [VS quando lei è arrivata, io sono andato via].
- Futuro anteriore: si usa per indicare un’azione che è finita nel futuro prima di un’altra (e.g. quando finirò di leggere il libro, sarò (già) arrivato alla stazione).
- Il portoghese in più ha il modo condizionale e congiuntivo. Il congiuntivo presente, a differenza dell’italiano corrente alla seconda persona singolare, si usa per formare l’imperativo negativo: in italiano infatti si usa l’infinito (e.g. non andare! Non muovetevi! > “<tu> non vada! Non vi muoviate!”). L’uso del congiuntivo presente per formare l’imperativo in italiano (ma usando il Lei, non il tu/voi) risulta in un invito fortissimo, ma non in un ordine troppo diretto e perentorio (e.g. non correre > <tu> non corra). Con il Lei, il costrutto risulta logico (e.g. non stancarti troppo > non si stanchi troppo).
- Quanto all’imperativo, si usa alla seconda persona singolare e plurale per dare ordini o inviti molto forti (e.g. vieni, dai! Mangia!). Un terzo caso particolare è alla prima persona plurale per dare ordini o inviti molto forti di fare un’azione condivisa/insieme, e.g. Andiamo! L’imperativo negativo, come già accennato, si forma con não + congiuntivo presente
- L’infinito si usa come soggetto della frase se il soggetto è un’azione (e.g. studiare portoghese è affascinante), anche se in realtà si può usare il corrispondente nome comune di attività (e.g. lo studio del portoghese è affascinante). Si usa dopo i verbi servili (e.g. devo studiare, posso andare, voglio finire) e in simili costrutti e nel presente continuato in Brasile (e.g. sto studiando > “sto a studiare”).
- Il gerundio si usa per indicare una contemporaneità di azioni (e.g. ridendo, mi ha risposto di sì) o per formare il presente continuato in portoghese lusitano/europeo (e.g. sto stampando un documento). Con il verbo ter (> “tendo”), introduce una frase che ha una valenza di fondo causale e che inizia con “avendo”, e.g. avendo finito i compiti, vado a giocare. “Essendo” si traduce “sendo”.
- Il participio passato (quello presente, e.g. scrivere > scrivente, è abbastanza raro), a differenza del passato e trapassato prossimo, discrimina tra il verbo essere e avere, come in italiano, e si usa in questi tempi composti.
- La diatesi passiva si ottiene anteponendo a tutti i verbi l’ausiliare “essere”, come in italiano. La preposizione che introduce il complemento di agente e di causa efficiente è “por” (non va confuso con “para”: in portoghese e spagnolo, la seconda infatti significa “per” e rimanda al complemento di fine e vantaggio).
- Se il verbo è impersonale, si usa sempre e solo alla terza persona singolare (ma senza pronome personale), e.g. piove, nevica, fa freddo (letteralmente “sta freddo”; in spagnolo di usa invece il verbo hacer, “fare”). Se il verbo è riflessivo, è seguito dal pronome personale riflessivo separato dal trattino (ma le posizioni sono invertite nelle negative e interrogative).

## Avverbi

### Avverbi di intensità
- muito (e versione enfatica muitissimo) (molto, moltissimo)
- extremamente (estremamente)
- excepcionalmente (eccezionalmente)
- grandemente (notevolmente)
- excessivamente (eccessivamente)
- imensamente (immensamente)
- extraordinariamente (straordinariamente)
- terrivelmente (terribilmente)
- bastante (abbastanza)
- razoavelmente (ragionevolmente)
- um pouco (un poco, un po')

### Avverbi di frequenza
- Sempre (sempre)
- Quase sempre (quasi sempre)
- Regularmente (regolarmente)
- Muitas vezes (molte volte, spesso)
- De tempos em tempos; as vezes (di tanto in tanto, ogni tanto, talvolta; a volte)
- Raramente (raramente, sporadicamente)
- Quase nunca (quasi mai)
- Nunca (mai, giammai)

### Avverbi di modo
- rapidamente (rapidamente)
- lentamente (lentamente)
- Inconscientemente (incoscientemente)
- ingenuamente (ingenuamente)
- Infelizmente (infelicemente)
- felizmente (felicemente)
- alegremente (allegramente)
- injustamente (ingiustamente)
- dolorosamente (dolorosamente)

### Avverbi di tempo e espressioni temporali (tranne l'ora, i mesi e i giorni della settimana)
- Hoje (oggi)
- Agora; agora mesmo (ora/adesso; proprio ora/ora)
- Mais tarde (più tardi)
- Atrás, e.g. dois segundos/minutos/horas/dias/semanas/meses/anos átras (due secondi/minuti/ore/giorni/settimane/mesi/anni fa)
- Depois, e.g. dois segundos/minutos/horas/dias/semanas/meses/anos depois (due secondi/minuti/ore/giorni/settimane/mesi/anni dopo)
- Na manhã (al mattino, di mattina)
- esta manhã (questa mattina, stamattina)
- esta tarde (questo pomeriggio, oggi pomeriggio)
- esta noite (questa notte, stanotte)
- À tarde (di pomeriggio)
- À noite (di sera/notte)
- de madrugada (all'alba, al mattino presto)
- Amanhã (domani)
- O dia depois de amanhã (dopodomani)
- Amanhã de manhã (l'altro dopodomani)
- Amanhã à tarde (domani pomeriggi)
- Ontem (ieri)
- Antes de ontem (l'altroieri)
- Ontem de manhã (ieri mattina)
- Ontem à tarde (ieri pomeriggio)
- Esta semana (questa settimana)
- Na semana passada (la settimana scorsa/passata)
- Na próxima semana (la prossima settimana)
- No final de semana (al fine settimana)
- Nesses dias (in questi giorni)
- Nos últimos dias (negli ultimi giorni)
- Nos próximos dias (nei prossimi giorni)
- Nos últimos dois dias (negli ultimi due giorni)
- Nos próximos dois dias (nei prossimi due giorni)
- Recentemente (recentemente)
- Ultimamente (ultimamente)
- Desta vez (questa volta, stavolta)
- A última vez (l'ultima volta)
- A próxima vez (la prossima volta)
- a partir de agora (a partire da ora/adesso)
- de agora em diante (da ora in avanti, da ora in poi)
- Da próxima vez (dalla prossima volta)
- Este mês (questo mese)
- No próximo mês (il prossimo mese)
- Nos próximos dois meses (nei prossimi due mesi)
- No mês passado (il mese passato/scorso)
- No último Verão (Primavera, Outono, Inverno) (l'estate/primavera/autunno/inverno scorso)
- No prõximo Verão (la prossima estate)
- Este ano (quest'anno)
- No próximo ano (il prossimo anno)
- Nos próximos dois anos (nei prossimi due anni)
- No ano passado (l'anno passato/scorso)
- Nos últimos dois anos (negli ultimi due anni)
- Trimestre (trimestre)
- Semestre (semestre)
- Na véspera de ano novo (l'ultimo dell'anno, la vigilia dell'anno nuovo)
- No final do/deste mês/ano/século/milênio (alla fine del/di questo mese, anno, secolo, millennio)
- Década (decade)

### Avverbi di negazione
A margine, si ricorda che l’avverbio di negazione è não (la congiunzione correlativa negativa “né…né…” è “nem…nem…”). "Mai/giammai", che indica la frequenza, si traduce "nunca".

## Preposizioni

### Preposizioni semplici e articolate
Le preposizioni semplici/in isolamento, se si fondono con l’articolo determinativo (e, in un caso, con quello indeterminativo), danno luogo alle preposizioni articolate (si pensi all’italiano di + lo > dello; a + lo > allo; in+ lo > nello; per + il > pel [raramente usato in poesia]). In fondo alle preposizioni articolate in portoghese, si riconosce molto bene l’articolo. In generale, assomigliano moltissimo alle preposizioni articolate italiane con l’articolo “lo”.
De + o(s) > do(s) (attenzione alla pronuncia)
De + a(s) > da(s)
Em + o(s) > no(s)
Em + a(s) > na(s)
a + o(s) > ao(s)
a + a(s) > à(s) (la contrazione è indicata con l’accento, che serve anche a non confonderlo con “a”)
por + o(s) > pelo(s)
por + a(s) > pela(s)
em + um > num
em + uns > nuns
em + uma > numa
em+ umas > numas
Quest’ultimo è solo colloquiale:
de + um > dum
de+ uns > duns
de + uma > duma
de + umas > dumas
Infine, esistono pure combinazioni tra preposizione e dimostrativi:
De + este(s) > deste(s)
de + esta(s) > desta(s)
de + esse(s) > desse(s)
de + essa(s) > dessa(s)
de + aquele(s) > daquele(s)
de + aquela(s) > daquela(s)
de + isto > disto
de + isso > disso
de + aquilo > daquilo
em + este(s) > neste(s)
em + esta(s) > nesta(s)
em + esse(s) > nesse(s)
em + essa(s) > nessa(s)
em + aquele(s) > naquele(s)
em + aquela(s) > naquela(s)
em + isto > nisto
em + isso > nisso
em + aquilo > naquilo
a + aquele(s) > àquele(s)
a + aquela(s) > àquela(s)
a + aquilo > àquilo
(le altre combinazioni non sono soggette a contrazioni)

### Pronomi e avverbi interrogativi
Sono a inizio frase, come nelle varie lingue romanze e in inglese (e contrariamente al cinese, in cui non subiscono spostamenti sintattici)
- Que (cosa/che cosa?)
- Que <+oggetto> (che/quale <oggetto> …?)
- Qual/quais <+verbo> (quale/quali <verbo> ...?) [come genere, sono invariabili come in italiano, e.g. quale tavolo, quale sedia]
- Qual/quais deste(s)/daquele(s)/ecc. ...? (Quale/quali di questi/quelli ...?)
- Quem (chi?)
- A quem (a chi?)
- De quem (di chi?)
- Para quem (per chi?)
- Como? (Come?)
- Onde? (Dove?)
- De onde? (Da dove?)
- Com que? (Con cosa)
- Em que? (In che?) [assomiglia a “dove”, ma riferito a una zona più precisa, e.g. dove sei? VS in che quartiere sei?]
- Em qual/quais? (In quale/quali)
- Porque…? [In isolamento: “Porquê?”] (Perché?) (risposta: Porque…)
- Por que <+oggetto>? (Per quale …?)
- Quando? (Quando?)

### Alcune congiunzioni
- X e Y (X e Y)
- X ou Y (X o Y)
- Mas/porém... (ma/però) [!!! In realtà/verità... > Na verdade...]
- Por contraste, ... (Di contro...)
- pelo contrário (ma al contrario....)
- Desde que... (Siccome/Dacché...)
- Portanto (Pertanto/dunque...)
- Porque... (Perché...)
- De facto... (Difatti/infatti...)
- Não só..., mas também... (Non solo..., ma inoltre...)
- Ambos X e Y (sia X che Y)
- Nem X nem Y (né X né Y)
- Tão <aggettivo> que... (Così X che...)
- Se... (se)
- Mesmo se... (Anche se...)
- Como se... (come se...)

## Convenevoli e simili espressioni fisse e diffuse
I convenevoli, siccome sono espressioni formulaiche che cambiano in toto o in parte da una lingua all'altra, si imparano a memoria e mettendoli in coppia con la risposta. Altre espressioni indicate sono molto diffuse, fisse e utili, e.g. "aiuto!".
| Convenevoli/espressioni                     | Traduzione                                            |
| ------------------------------------------- | ----------------------------------------------------- |
| Oi! / Olá! / Alô!                           | Ciao!                                                 |
| Oi Pedro!                                   | Ciao Pedro!                                           |
| Olá a todo(a)s!                             | Ciao a tutti/e!                                       |
| Bom dia!                                    | Buongiorno!                                           |
| Bom dia, Senhor da Silva!                   | Buongiorno, signor da Silva!                          |
| Bem-vindo(a)(s) no Brasil!                  | Benvenuto/i/a/e in Brasile!                           |
| Bem vindo(a)s a todo(a)s no Rio de Janeiro! | Benvenuti a tutti a Rio de Janeiro!                   |
| Como vai? / Como está (hoje)?               | Come stai (oggi)?                                     |
| Tudo bom? / Tudo bem?                       | Tutto bene?                                           |
| Estou bem.                                  | Sto bene.                                             |
| E aí?                                       | "What's up?" (saluto introdotto dai giovani)          |
| (Muito) obrigado.                           | (Molte) grazie.                                       |
| De nada.                                    | Di niente.                                            |
| Tenha um bom dia!                           | Buona giornata! (per congedarsi)                      |
| Até logo!                                   | A più tardi! / Ci vediamo dopo!                       |
| Tchau!                                      | Arrivederci! (come in francese, in cui è colloquiale) |
| Te vejo amanhã! / Até amanhã!               | Ci vediamo domani!                                    |
| Até a próxima (vez)!                        | Alla prossima!                                        |
| Vejo você na próxima segunda!               | Ci vediamo lunedì!                                    |
| Adeus!                                      | Addio!                                                |
| Eu (realmente) sinto muito.                 | Scusa (tantissimo)                                    |
| Bom apetite!                                | Buon appetito!                                        |
| Parabéns!                                   | Congratulazioni!                                      |
| Com licença Senhor, ...                     | Scusi signore, ... [per attirare l'attenzione]        |
| Boa tarde!                                  | Buon pomeriggio!                                      |
| Boa noite!                                  | Buonasera; buonanotte!                                |
| Que horas são?                              | Che ore sono?                                         |
| Caro Pedro, ...                             | Caro Pedro, ...                                       |
| Cara Sra. da Silva, ...                     | Cara signora da Silva, ...                            |
| Feliz aniversário!                          | Buon compleanno!                                      |
| Tenha uma boa viagem!                       | Buon viaggio!                                         |
| Feliz ano novo!                             | Buon anno nuovo!                                      |
| Sem problemas!                              | No problem!                                           |
| Sim                                         | Sì                                                    |
| Não                                         | No                                                    |
| Ajude-me!                                   | Aiutami!                                              |
| Estou com fome                              | Ho fame                                               |
| Estou com sede                              | Ho sete                                               |
| Estou com frio                              | Ho freddo                                             |
| Não falo bem portugues                      | Non parlo bene il portoghese                          |
| Como se diz X em portugues?                 | Come si dice X in portoghese?                         |
| Você fala um pouco de inglês?               | Parli un po' di inglese?                              |

## Tavole di coniugazione verbali
I verbi sono mostrati nella loro coniugazione nei tempi basilari in un articolo dedicato ai verbi portoghesi.